# Chandos Lake
Chandos Lake är en sjö i Kanada.   Den ligger i countyt Peterborough County och provinsen Ontario, i den sydöstra delen av landet, 190 km väster om huvudstaden Ottawa. Chandos Lake ligger 311 meter över havet. Arean är 1,4 kvadratkilometer. Den sträcker sig 4,2 kilometer i nord-sydlig riktning, och 3,3 kilometer i öst-västlig riktning.
I omgivningarna runt Chandos Lake växer i huvudsak blandskog. Runt Chandos Lake är det mycket glesbefolkat, med 5 invånare per kvadratkilometer.